# 瓜亞貝塔爾

瓜亞貝塔爾是哥倫比亞的城鎮，位於該國中部，由昆迪納馬卡省負責管轄，距離首府波哥大65公里，始建於1789年，面積142平方公里，海拔高度1,242米，2005年人口4,628。
4°13′N 73°49′W / 4.217°N 73.817°W